# Мала Гризіха
Мала Гризі́ха (рос. Малая Грызиха) — присілок у складі Орічівського району Кіровської області, Росія. Входить до складу Коршицького сільського поселення.
Населення становить 6 осіб (2010, 9 у 2002).
Національний склад станом на 2002 рік — росіяни 100 %.